# Jana Dittmann
Jana Dittmann (* 1970 in Dessau) ist eine deutsche Informatikerin und Leiterin der Arbeitsgruppe Advanced Multimedia und Security (AMSL) an der Fakultät für Informatik der Otto-von-Guericke-Universität Magdeburg.

## Werdegang
Jana Dittmann studierte Wirtschaftsinformatik an der TH Darmstadt. 1999 promovierte sie mit einer Dissertation zum Thema „Sicherheit in Medienströmen: digitale Wasserzeichen“ bei Ralf Steinmetz an der Technischen Universität Darmstadt. Ab Dezember 1996 war sie als wissenschaftliche Mitarbeiterin am Darmstädter Institute for Integrated Publication and Information Systems (IPSI) des GMD-Forschungszentrum Informationstechnik im Bereich „Mobile interaktive Medien“ tätig. Neben ihrer Tätigkeit am GMD-IPSI hielt sie Vorlesungen an den Fachhochschulen Darmstadt und Köthen sowie der TU Darmstadt in den Bereichen Multimedia und Security, Datenschutz sowie Electronic Commerce. Im September 2002 erhielt sie den Ruf an die Otto-von-Guericke-Universität Magdeburg, wo sie seither die Arbeitsgruppe Advanced Multimedia und Security (AMSL) leitet.
Ihre Forschungsaktivitäten sind spezialisiert auf multimediaspezifische Aspekte der Security sowohl von der technischen und informationsverarbeitenden Dimension wie auch aus der Benutzerwahrnehmung, Benutzerinteraktion sowie rechtlicher Sicht. In der Mediensecurity entwirft sie mit ihrer Arbeitsgruppe neue Algorithmen mit Schwerpunkt digitale Wasserzeichen zum Urheberschutz und inhalts-basierte Signaturen zur Datenauthentifizierung und setzt diese in Applikationen um.
So widmete sie sich z. B. als Verbundkoordinator im vom BMBF geförderten Projekt „Digi-Dak“ der Erforschung von Mustererkennungstechniken für Fingerspuren, welche mittels berührungsloser optischer 3D-Oberflächensensortechnik erfasst werden. Das generelle Ziel war es, eine Verbesserung/Unterstützung der kriminalistischen Forensik (Daktyloskopie) zu erzielen.
Für die Automobilindustrie untersuchte Dittmann das Bedrohungspotenzial IT-basierter Angriffe auf das Auto und warnte bereits 2008 vor „Spammern“, „Datenspionen“ und „Vandalen“, die es auf das Auto abgesehen haben. Gefährdet ist dabei nicht nur die Sicherheit einzelner Autos, sondern des gesamten Straßenverkehrs. Seit 2014 forscht sie im Projekt „Sec4Cars“ zum Thema IT-Security in der automobilen Umgebung mit den Schwerpunkten Konzepte gegen automotive Bedrohungen, IT-Forensik für automotive Systeme sowie menschliche Faktoren in der IT-Sicherheitsforschung im Automotive-Umfeld.

## Monographien (Auswahl)
- Digitale Wasserzeichen: Grundlagen, Verfahren, Anwendungsgebiete. Springer 2000, ISBN 978-3-540-66661-5 (eingeschränkte Vorschau)
- mit Tobias Hoppe, Stefan Kiltz, Sven Tuchscheerer: Elektronische Manipulation von Fahrzeug- und Infrastruktursystemen: Gefährdungspotentiale für die Straßenverkehrssicherheit. NW Verlag 2011, ISBN 978-3-869-18115-8
- mit Stefan Katzenbeisser: Communications and Multimedia Security Springer 2005, ISBN 978-3-540-28791-9 (eingeschränkte Vorschau)

## Publikationen
Seit Übernahme ihrer Professur 2002 bis 2017 wurden über 300 Zeitschriften-, Buch- und Konferenzbeiträge veröffentlicht, die von Jana Dittmann im Rahmen ihrer wissenschaftlichen Tätigkeit verfasst wurden bzw. an denen sie wesentlich beteiligt war.
- Publikationen indiziert im Digital Bibliography & Library Project (DBLP)
- Publikationen bei der akademischen Literatursuchmaschine Google Scholar
- Publikationen bei ResearchGate